# اوبرنتسن
اوبرنتسن (به آلمانی: Obernzenn) یک شهر در آلمان است که در نوی‌شتات واقع شده‌است. اوبرنتسن ۲٬۷۰۶ نفر جمعیت دارد.

## خواهرخوانده
شهر Raschau-Markersbach خواهرخواندهٔ اوبرنتسن هست.